# Urkhoven

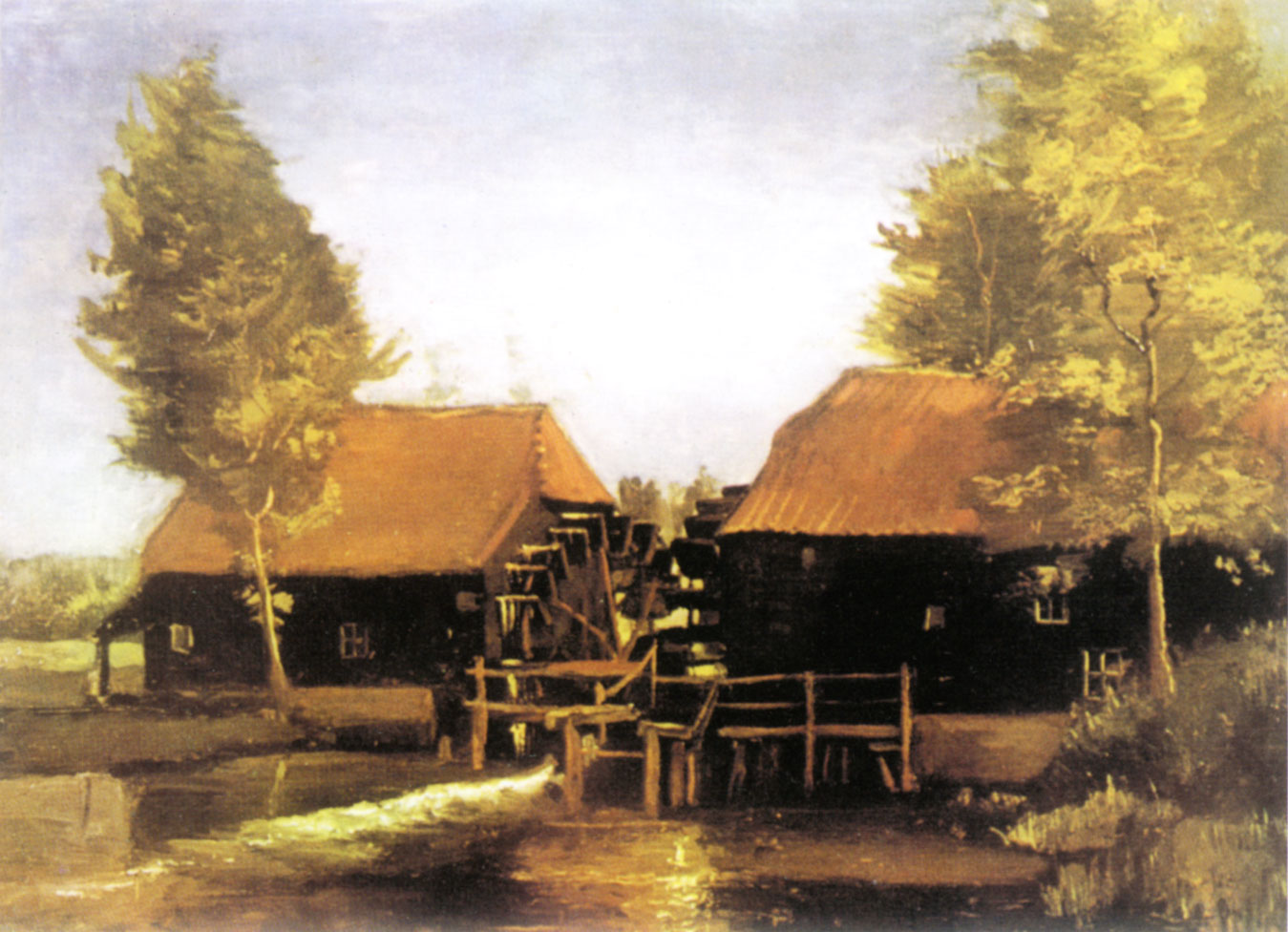
De Collse Watermolen, geschilderd door Vincent van Gogh

Urkhoven is een buurt in het stadsdeel Tongelre in de stad Eindhoven, in de Nederlandse provincie Noord-Brabant. De buurt ligt in het oosten van Eindhoven, in de wijk Oud-Tongelre. Op 1 januari 2023 telde de buurt 170 inwoners, verdeeld over 38 woningen, met een gemiddelde WOZ-waarde van € 619.000, op een oppervlakte van 1,75 km². 
Urkhoven is vernoemd naar het gelijknamige gehucht dat in 1273 wordt genoemd als Oederichoven, oftewel een boerderij van Udrich of Oderic. In het gebied ligt de Collse Watermolen.
Het gebied is een ontwikkelingslocatie. Het buitengebied van Urkhoven vormt de overgangszone tussen de stad, waar de nieuwe wijk Tongelresche Akkers komt, en het natuurgebied de Urkhovense Zeggen. Tevens is aan het begin van het millennium de gehele randzone van Urkhoven heringericht waarbij poelen zijn gegraven, wandelpaden aangelegd, bruggetjes gebouwd en 1,5 ha bomen zijn geplant.